# Лане-Нигула
Општина Лане-Нигула (ест. Lääne-Nigula vald) рурална је општина у централном делу округа Ланема на западу Естоније.
Општина се налази у централном делу округа и формирана је 2013. након уједињења три општине: Ору, Ристи и Таебла. Заузима територију површине 507 km2. Граничи се са општинама Ноаротси и Нива на северу, Ридала на западу, те са општинама Мартна и Кулама на југу. 
Према статистичким подацима из јануара 2016. на територији општине живело је 4.142 становника, или у просеку око 8,17 становника по квадратном километру.
Административни центар општине налази се у селу Таебла у ком живи око 850 становника.
На територији општине налази се 37 села.